# العلاقات الإسواتينية الفيتنامية
العلاقات الإسواتينية الفيتنامية هي العلاقات الثنائية التي تجمع بين إسواتيني وفيتنام.

## مقارنة بين البلدين
هذه مقارنة عامة ومرجعية للدولتين:
| وجه المقارنة                                              | إسواتيني                                   | فيتنام           |
| --------------------------------------------------------- | ------------------------------------------ | ---------------- |
| المساحة (كم2)                                             | 17.36 ألف                                  | 331.69 ألف       |
| عدد السكان (نسمة)                                         | 1.37 مليون                                 | 94.66 مليون      |
| الكثافة السكانية (ن./كم²)                                 | 78.92                                      | 285.39           |
| العاصمة                                                   | لوبامبا، مبابان                            | هانوي            |
| اللغة الرسمية                                             | لغة إنجليزية، لغة سوازي                    | اللغة الفيتنامية |
| العملة                                                    | ليلانغيني سوازيلندي                        | دونغ فيتنامي     |
| الناتج المحلي الإجمالي (بليون دولار)                      | 4.41 مليار                                 | 234.19 مليار     |
| الناتج المحلي الإجمالي (تعادل القوة الشرائية) بليون دولار | 11.13 مليار                                | 553.42 مليار     |
| الناتج المحلي الإجمالي الاسمي للفرد دولار أمريكي          | 3.20 ألف                                   | 2.48 ألف         |
| الناتج المحلي الإجمالي للفرد دولار أمريكي                 | 8.29 ألف                                   | 5.63 ألف         |
| مؤشر التنمية البشرية                                      | 0.531                                      | 0.666            |
| رمز المكالمات الدولي                                      | +268                                       | +84              |
| رمز الإنترنت                                              | .sz                                        | .vn              |
| المنطقة الزمنية                                           | التوقيت القياسي لجنوب أفريقيا، ت ع م+02:00 | ت ع م+07:00      |

## منظمات دولية مشتركة
يشترك البلدان في عضوية مجموعة من المنظمات الدولية، منها:
| علم المنظمة | اسم المنظمة                        | تاريخ انضمام إسواتيني | تاريخ انضمام فيتنام |
| ----------- | ---------------------------------- | --------------------- | ------------------- |
|             | مؤسسة التنمية الدولية              | 22 سبتمبر 1969        | 24 سبتمبر 1960      |
|             | يونسكو                             | 25 يناير 1978         | 6 يوليو 1951        |
|             | وكالة ضمان الاستثمار متعدد الأطراف | 18 أبريل 1990         | 5 أكتوبر 1994       |
|             | الأمم المتحدة                      | 24 سبتمبر 1968        | 20 سبتمبر 1977      |
|             | الاتحاد البريدي العالمي            | ?                     | ?                   |
|             | البنك الدولي للإنشاء والتعمير      | 22 سبتمبر 1969        | 21 سبتمبر 1956      |
|             | الاتحاد الدولي للاتصالات           | 11 نوفمبر 1970        | 24 سبتمبر 1951      |
|             | منظمة حظر الأسلحة الكيميائية       | ?                     | ?                   |
|             | مؤسسة التمويل الدولية              | 22 سبتمبر 1969        | 4 أغسطس 1967        |
|             | منظمة التجارة العالمية             | ?                     | 11 يناير 2007       |
|             | منظمة الشرطة الجنائية الدولية      | ?                     | ?                   |

## وصلات خارجية
- موقع وزارة الخارجية الفيتنامية